# Saison 4 de Riverdale
Chronologie
Saison 3 Saison 5
Cet article présente le guide des épisodes de la quatrième saison de la série télévisée américaine Riverdale.

## Généralités

### Diffusion
- Aux États-Unis, elle a été diffusée entre le 9 octobre 2019 et le 6 mai 2020 sur le réseau The CW.
- Au Canada et dans tous les pays francophones, elle a été diffusée entre le 10 octobre 2019 et le 7 mai 2020 sur Netflix et reprise le 3 juillet 2020 en France sur Netflix en VF.
- Au Québec, elle est diffusée depuis le 9 janvier 2020 sur VRAK.

### Audiences
- La saison a réuni une moyenne de 733 000 téléspectateurs[1].
- La meilleure audience de la saison a été réalisée par le premier épisode, Chapitre cinquante-huit : Hommage, avec 1,14 million de téléspectateurs[1].
- La pire audience de la saison a été réalisée par le dix-septième épisode, Chapitre soixante-quatorze : Vilaine petite ville, avec 541 000 téléspectateurs. C'est également la pire audience de la série[1].

## Synopsis
Jughead Jones, le meilleur ami d'Archie, est choisi pour intégrer la prestigieuse école de Stonewall Prep, une école réputée pour ses futurs auteurs et pour avoir notamment vu naître l'auteur des romans préférés de Jughead. Mais en enquêtant sur des secrets de famille, Jughead pourrait bien se mettre en danger.
De son côté, Betty doit faire face à l'arrivée de son frère, Charles, mais aussi à la disparition de sa mère avec les membres de "La Ferme". En suivant le programme de jeune recrue du FBI, Betty pense être atteinte du gêne des tueurs en série comme son père et craint le retour de son double maléfique.
Veronica, elle, doit gérer les répercussions des emprisonnements successifs de ses parents mais elle va aussi découvrir un nouveau membre de sa famille.
Archie, quant à lui, doit faire face au décès de son père tout en continuant à travailler dans son centre de boxe où il compte venir en aide à des jeunes sous l’emprise d’un gang de rue local.

## Distribution

### Acteurs principaux
- K.J. Apa (VF : Gauthier Battoue) : Archibald « Archie » Andrews
- Lili Reinhart (VF : Ludivine Maffren) : Elizabeth « Betty » Cooper
- Camila Mendes (VF : Youna Noiret) : Veronica Lodge
- Cole Sprouse (VF : Clément Moreau) : Forsythe P. « Jughead » Jones
- Marisol Nichols (VF : Nathalie Karsenti) : Hermione Lodge
- Madelaine Petsch (VF : Diane Dassigny) : Cheryl Blossom
- Ashleigh Murray (VF : Audrey Sablé) : Josephine « Josie » McCoy (épisode 1)
- Mark Consuelos (VF : Laurent Maurel) : Hiram Lodge
- Casey Cott (VF : Julien Bouanich) : Kevin Keller
- Charles Melton (VF : François Santucci) : Reginald « Reggie » Mantle
- Vanessa Morgan (VF : Alexia Papineschi) : Antoinette « Toni » Topaz
- Skeet Ulrich (VF : Damien Boisseau) : Forsythe Pendleton « FP » Jones II
- Mädchen Amick (VF : Anne Rondeleux) : Alice Cooper

### Acteurs récurrents
- Martin Cummins (VF : David Krüger) : shérif Tom Keller
- Nathalie Boltt (VF : Danièle Douet) : Penelope Blossom
- Wyatt Nash (VF : Julien Allouf) : Charles Smith
- Molly Ringwald (VF : Juliette Degenne) : Mary Andrews
- Trinity Likins (VF : Clara Quilichini) : Jellybean « JB » Jones
- Eli Goree (VF : Jean-Michel Vaubien) : Munroe « Mad Dog » Moore
- Juan Riedinger (VF : Benjamin Penamaria) : Dodger Dickenson
- Mishel Prada (VF : Emmanuelle Rivière) : Hermosa Lodge
- Tiera Skovbye (VF : Marie Diot) : Polly Cooper
- Alvin Sanders (VF : Jean-Luc Atlan) : Pop Tate
- Drew Ray Tanner (VF : Tommy Lefort) : Fangs Fogarty
- Zoé De Grand Maison (VF : Léopoldine Serre) : Evelyn Evernever
- Nikolai Witschl (VF : Gwendal Anglade) : Dr. Curdle Jr.
- Kerr Smith (VF : Hervé Rey) : Holden Honey
- Sam Witwer (VF : Thomas Roditi) : Rupert Chipping
- Sean Depner (VF : Jérémie Bédrune) : Bret Weston Wallis
- Sarah Desjardins (VF : Nastassja Girard) : Donna Sweett
- Malcolm Stewart (VF : Jean-Pol Brissart) : Francis Dupont
- Doralynn Mui (VF : Lily Rubens) : Joan Berkeley
- Alex Barima (VF : Jhos Lican) : Johnathan
- Ryan Robbins (VF : Alexandre Gillet) : Frank Andrews

### Invités
- Shannen Doherty (VF:Odile Cohen)(épisode 1)
- Bernadette Beck (VF : Déborah Claude) : « Peaches 'n Cream » (épisode 1)
- Lochlyn Munro (VF : François Delaive) : Harold « Hal » Cooper (épisodes 1 et 5)
- Chad Michael Murray (VF : Yoann Sover) : Edgar Evernever (épisode 3)
- Hart Denton (VF : Donald Reignoux) : Charles « Chic » Smith-Cooper (épisode 6)

### Invités des séries du même univers
- Ty Wood (VF : François Santucci) : Billy Marlin (des Nouvelles Aventures de Sabrina  - épisode 10)
- Lucy Hale (VF : Élisabeth Ventura) : Katy Keene (de Katy Keene - épisode 12)

## Casting
Le 15 mai 2019, il est annoncé que Wyatt Nash, dont le personnage est introduit dans le dernier épisode de la saison trois, reprendra son rôle de manière récurrente dans la quatrième saison. Il est dévoilé plus tard, lors du panel de la série au Comic-Con, que l'actrice Shannen Doherty sera l'invitée de la série lors du premier épisode de la quatrième saison, ce dernier étant dédié à la mémoire de Luke Perry avec qui elle jouait dans la série Beverly Hills 90210. La présence d'Ashleigh Murray, qui a quitté la série au cours de la troisième saison pour rejoindre Katy Keene, est également confirmée. Quelques mois plus tard, Mishel Prada rejoint la distribution récurrente pour le rôle d'Hermosa, une détective privée.

## Production
Le 11 mars 2020, le tournage du 20e épisode de la quatrième saison est temporairement interrompu puisqu'un membre de l'équipe est entré en contact avec une personne infectée par la maladie à coronavirus, lors de la pandémie de 2020.
Le 18 avril 2020, il est annoncé que la quatrième saison est raccourcie et contiendra 19 épisodes au lieu des 22 annoncés.

## Anecdotes
Le doublage en voix françaises de l’épisode 17 sur Netflix, n’a pas été disponible au même moment que la diffusion de l’épisode en France et en Belgique. Netflix précisant sur la page de la série : “Certaines langues peuvent-être retardées. La sécurité des doubleurs est prioritaire”. Cette phrase fait référence à la pandémie de Coronavirus (COVID19) sévissant alors, ayant pour conséquence un confinement imposé par les autorités françaises, rendant donc le travail de doublage difficile, puisqu’il était impossible pour les doubleurs de se déplacer en studio. Ceux-ci doivent donc réaliser leurs doublages en télétravail.
L’épisode final deviendra donc l’épisode 19, à la suite des problèmes de tournage dus au COVID19. Les épisodes 20,21 et 22 seront reportés à la saison 5.

## Épisodes

### Épisode 1:Chapitre cinquante-huit: Hommage
- États-Unis : 9 octobre 2019 sur The CW
- France : 10 octobre 2019 sur Netflix
- Québec : 9 janvier 2020 sur Vrak[10]

- États-Unis : 1,14 million de téléspectateurs (première diffusion)

### Épisode 2:Chapitre cinquante-neuf: Tempus fugit
- États-Unis : 16 octobre 2019 sur The CW
- France : 17 octobre 2019 sur Netflix
- Québec : 16 janvier 2020 sur Vrak

- États-Unis : 800 000 téléspectateurs (première diffusion)

### Épisode 3:Chapitre soixante: Un après-midi de chien
- États-Unis : 23 octobre 2019 sur The CW
- France : 24 octobre 2019 sur Netflix
- Québec : 23 janvier 2020 sur Vrak

- États-Unis : 870 000 téléspectateurs (première diffusion)

### Épisode 4:Chapitre soixante-et-un: Halloween
- États-Unis : 30 octobre 2019 sur The CW
- France : 31 octobre 2019 sur Netflix
- Québec : 30 janvier 2020 sur Vrak

- États-Unis : 740 000 téléspectateurs (première diffusion)

### Épisode 5:Chapitre soixante-deux: Témoin à charge
- États-Unis : 6 novembre 2019 sur The CW
- France : 7 novembre 2019 sur Netflix
- Québec : 6 février 2020 sur Vrak

- États-Unis : 760 000 téléspectateurs (première diffusion)

### Épisode 6:Chapitre soixante-trois: Hérédité
- États-Unis : 13 novembre 2019 sur The CW
- France : 14 novembre 2019 sur Netflix
- Québec : 13 février 2020 sur Vrak

- États-Unis : 820 000 téléspectateurs (première diffusion)

### Épisode 7:Chapitre soixante-quatre: Tempête de glace
- États-Unis : 20 novembre 2019 sur The CW
- France : 21 novembre 2019 sur Netflix
- Québec : 20 février 2020 sur Vrak

- États-Unis : 740 000 téléspectateurs (première diffusion)

### Épisode 8:Chapitre soixante-cinq: En analyse
- États-Unis : 4 décembre 2019 sur The CW
- France : 5 décembre 2019 sur Netflix
- Québec : 27 février 2020 sur Vrak

- États-Unis : 690 000 téléspectateurs (première diffusion)

### Épisode 9:Chapitre soixante-six: Tangerine
- États-Unis : 11 décembre 2019 sur The CW
- France : 12 décembre 2019 sur Netflix
- Québec : 5 mars 2020 sur Vrak

- États-Unis : 730 000 téléspectateurs (première diffusion)

### Épisode 10:Chapitre soixante-sept: Varsity Blues
- États-Unis : 22 janvier 2020 sur The CW
- France : 23 janvier 2020 sur Netflix
- Québec : 12 mars 2020 sur Vrak

- États-Unis : 790 000 téléspectateurs (première diffusion)

### Épisode 11:Chapitre soixante-huit: Le Grand Quiz
- États-Unis : 29 janvier 2020 sur The CW
- France : 30 janvier 2020 sur Netflix
- Québec : 19 mars 2020 sur Vrak

- États-Unis : 730 000 téléspectateurs (première diffusion)

### Épisode 12:Chapitre soixante-neuf: Les Chemins de la dignité
- États-Unis : 5 février 2020 sur The CW
- France : 6 février 2020 sur Netflix
- Québec : 26 mars 2020 sur Vrak

- États-Unis : 650 000 téléspectateurs (première diffusion)

### Épisode 13:Chapitre soixante-dix: Les Ides de Mars
- États-Unis : 12 février 2020 sur The CW
- France : 13 février 2020 sur Netflix
- Québec : 2 avril 2020 sur Vrak

- États-Unis : 650 000 téléspectateurs (première diffusion)

### Épisode 14:Chapitre soixante-et-onze: Meurtre et contrecoup
- États-Unis : 26 février 2020 sur The CW
- France : 27 février 2020 sur Netflix
- Québec : 9 avril 2020 sur Vrak

- États-Unis : 670 000 téléspectateurs (première diffusion)

### Épisode 15:Chapitre soixante-douze: Prête à tout
- États-Unis : 4 mars 2020 sur The CW
- France : 5 mars 2020 sur Netflix

- États-Unis : 660 000 téléspectateurs (première diffusion)

### Épisode 16:Chapitre soixante-treize: Huis Clos
- États-Unis : 11 mars 2020 sur The CW
- France : 12 mars 2020 sur Netflix

- États-Unis : 660 000 téléspectateurs (première diffusion)

### Épisode 17:Chapitre soixante-quatorze: Vilaine petite ville
- États-Unis : 15 avril 2020 sur The CW[11]
- France : 16 avril 2020 sur Netflix (en VOSTFR)
- France : 3 juillet 2020 sur Netflix (en VF)

- États-Unis : 541 000 téléspectateurs (première diffusion)

### Épisode 18:Chapitre soixante-quinze: Lynchien
- États-Unis : 29 avril 2020 sur The CW
- France : 30 avril 2020 sur Netflix (en VOSTFR)
- France : 3 juillet 2020 sur Netflix (en VF)

- États-Unis : 661 000 téléspectateurs (première diffusion)

### Épisode 19:Chapitre soixante-seize: Tuer M. Honey
- États-Unis : 6 mai 2020 sur The CW
- France : 7 mai 2020 sur Netflix (en VOSTFR)
- France : 3 juillet 2020 sur Netflix (en VOSTFR)

- États-Unis : 650 000 téléspectateurs (première diffusion)